# Ferdinand Johann Nepomuk von Harrach zu Rohrau
Graf Ferdinand Johann Nepomuk von Harrach zu Rohrau (* 11. November 1740; † 27. September 1796 in Wien) war kaiserlicher Feldmarschall-Lieutenant und Ritter des Maria-Theresia-Ordens.

## Herkunft
Seine Eltern waren Graf Karl Anton von Harrach zu Rohrau (* 4. August 1692; † 21. März 1758) und dessen Ehefrau Gräfin Maria Katharina von Bucquoy (* 30. April 1699; † 21. März 1758). Auch sein Bruder Alois Ernst (1728–1800) war kaiserlicher Feldmarschall-Lieutenant.

## Leben
Harrach trat in österreichische Dienste und kam 1757 Jahre als Kornett in das damalige Dragoner-Regiment Erzherzog Joseph. Er nahm mit dem Regiment am Siebenjährigen Krieg teil und stieg am 11. Februar 1759 zum Rittmeister auf. 
Nach dem Krieg wurde er am 19. Januar 1770 Oberstleutnant in Chevauxlegers-Regiment Löwenstein und bereits 1772 wurde er Oberst im Dragoner-Regiment Batthyany. Er kämpfte im Bayerischen Erbfolgekrieg unter Laudon und wurde am 13. November 1778 mit Rang vom 6. November 1778 zum Generalmajor befördert. Am 19. August 1786 wurde er zum Inhaber des 8. Kürassier-Regiments ernannt.
Als 1788 der 8. Türkenkrieg ausbrach, kam er zur Hauptarmee. Im Oktober 1788 stand er mit einem Detachement von 2000 Mann vor Uj-Palanka. Die Stadt war von den Türken besetzt, daher entwarf Harrach einen Angriffsplan. Er führte persönlich den Hauptangriff, auch als das Pferd unter ihm erschossen wurde. Der Angriff war erfolgreich und die Türken wurden vertrieben.
Nur sechs Tage später am 27. Oktober gelang es ihm, eine feindliche Flottille von 52 Schiffe zu vertreiben. Dabei geriet ein Pascha mit Nachrichten an den Großwesir in Gefangenschaft; dazu konnten vier Fahnen und 18 Transportschiffe mit Munition und Proviant erbeutet werden. Er konnte den Bereich von Moldawa bis Kubin besetzen. Am 1. November erreichten zwei österreichische Schiffe die Insel Kissilova, dort wurden 200 Schafe erbeutet, die dort zusammengetrieben waren. Am 6. November setzte ein Kommando auf zwei Fahrzeugen nach Gradistie über. Dort wurde einer noch größere Beute gemacht: 1000 Stück Schafe, 200 Stück Hornvieh, 143 Pferde und eine große Menge Steinsalz.
Am 27. Mai 1789 wurde Harrach mit Rang vom 23. April 1789 zum Feldmarschall-Lieutenant befördert. Am 10. Februar 1790 wurde er 2. Inhaber des Chevauxleger-Regiments Kaiser (später 6. Uhlanen-Regiment). Für seine Erfolge bei Uj-Palanka erhielt er am 19. Dezember 1790 das Ritterkreuz des Maria-Theresia-Ordens. Außerdem wurde er am 30. März 1792 zum Kapitänlieutenant bei der Arcièren-Leibgarde ernannt. Auch wurde Harrach von Kaiser Leopold II. in die Kommission zur Entwicklung eines neuen Militärsystems berufen. Er starb aber bereits 1796.
Harrach war mit Josepha Theresia Baum von Appelshofen verheiratet. Das Paar hatte keine Kinder.